# Microcitrus australis
Espèce
Microcitrus australis est une espèce de plantes à fleurs de la famille des Rutaceae. C'est un arbre d'un genre proche des Citrus. La plante est spontanée dans les lisières sèches des forêts pluviales du Sud-ouest du Queensland en Australie. Le fruits est rond avec 2,5-5 cm de diamètre. L'arbre fait 10-20 mètres de haut.